# 前80年代
| 千纪： | 前1千纪                                                                                          |
| 世纪： | 前2世纪 \| 前1世纪 \| 1世纪                                                                      |
| 年代： | 前110年代 \| 前100年代 \| 前90年代 \| 前80年代 \| 前70年代 \| 前60年代 \| 前50年代               |
| 年份： | 前89年 \| 前88年 \| 前87年 \| 前86年 \| 前85年 \| 前84年 \| 前83年 \| 前82年 \| 前81年 \| 前80年 |

前80年代從前89年1月1日開始，於前80年12月31日結束。

## 大事记
- 公元前80年——亞歷山卓（埃及）受到罗马人的管辖。

## 出生
- 约前83年1月14日——马克·安东尼，古罗马政治家和军事家（前30年去世）

## 逝世
- 前87年——汉武帝（前156年出生）